# Distrito de Sajonia Septentrional
El distrito de Sajonia Septentrional (en alemán: Landkreis Nordsachsen) es uno de los diez distritos que, junto con las tres ciudades independientes de Chemnitz, Leipzig y Dresde, forman el estado alemán de Sajonia. Limita al norte con el estado de Sajonia-Anhalt, al este con el estado de Baviera y el distrito de Meißen, al sur con los distritos de Sajonia Central y Leipzig y la ciudad de Leipzig, y al oeste de nuevo con el estado de Sajonia-Anhalt. Su capital es la ciudad de Torgau.
Tiene un área de 2020 km², una población a finales de 2016 de 198 063 habitantes y una densidad de población de 98 hab/km².

## Historia
El distrito fue formado en agosto de 2008 a partir de los antiguos distritos de Delitzsch y Torgau-Oschatz.

## Ciudades y municipios
| 1. Bad Düben 2. Belgern-Schildau 3. Dahlen 4. Delitzsch 5. Dommitzsch 6. Eilenburg 7. Mügeln 8. Oschatz 9. Schkeuditz 10. Taucha 11. Torgau | 1. Arzberg 2. Beilrode 3. Cavertitz 4. Doberschütz 5. Dreiheide 6. Elsnig 7. Jesewitz 8. Krostitz 9. Laußig 10. Liebschützberg | 1. Löbnitz 2. Mockrehna 3. Naundorf 4. Rackwitz 5. Schönwölkau 6. Trossin 7. Wermsdorf 8. Wiedemar 9. Zschepplin |